# Manulea (insecte)
Manulea és un gènere de papallones nocturnes de la subfamília Arctiinae i la família Erebidae.
L'espècie tipus és Lithosia gilveola Ochsenheimer, 1810 (=palliatella Scopoli, 1763).

## Taxonomia
Subgenus Manulea Wallengren, 1863
Espècies grup complana
- Manulea complana (Linnaeus, 1758)
- Manulea costalis (Zeller, 1847) (=morosina Herrich-Schäffer, [1847])
- Manulea palliatella (Scopoli, 1763) (=unita [Denis et Schiffermüller], 1775)
- Manulea pseudocomplana (Daniel, 1939)

Espècies grup lutarella
- Manulea lutarella (Linnaeus, 1758)
- Manulea flavociliata (Lederer, 1853)

Espècies grup menor
- Manulea menor (Okano, 1955)
- Manulea pseudofumidisca Dubatolov et Zolotuhin, 2011

Espècies grup pygmaeola
- Manulea affineola (Bremer, 1864)
- Manulea fuscodorsalis (Matsumura, 1930)
- Manulea japonica (Leech, [1889])
- Manulea kansuensis (Hering, 1936)
- Manulea mínims (Daniel, 1954)
- Manulea nankingica (Daniel, 1954)
- Manulea omelkoi Dubatolov et Zolotuhin, 2011
- Manulea predotae (Schawerda, 1927)
- Manulea pygmaeola (Doubleday, 1847)
- Manulea ussurica (Daniel, 1954)
- Manulea uniformeola (Daniel, 1954)
- Manulea wiltshirei (Tams, 1939)

Subgenus Setema de Freina et Witt, 1980
- Manulea atratula (Eversmann, 1847)
- Manulea bicolor (Grote, 1864)
- Manulea cereola (Hübner, [1803])
- Manulea debilis (Staudinger, 1887)
- Manulea hyalinofuscatum (Tshistjakov, 1990)
- Manulea nigrocollare (Tshistjakov, 1990)
- Manulea vakulenkoi (Tshistjakov, 1990)

Subgenus Agenjoa Dubatolov et Zolotuhin, 2011
- Manulea hunanica (Daniel, 1954)
- Manulea lurideola (Zincken, 1817)

### Col·locades incorrectament
- Manulea replana (Lewin, 1805)

## Galeria

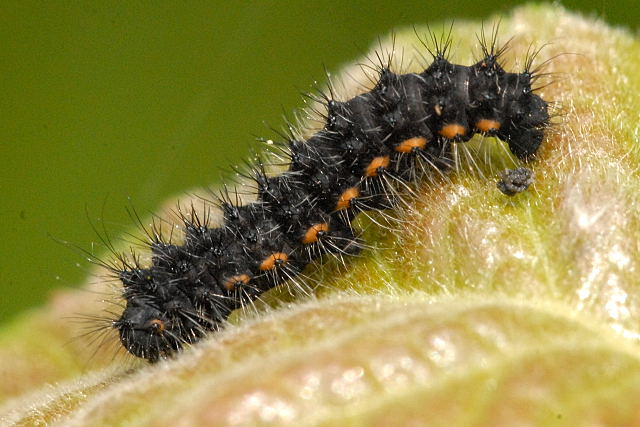
Manulea lurideola larva
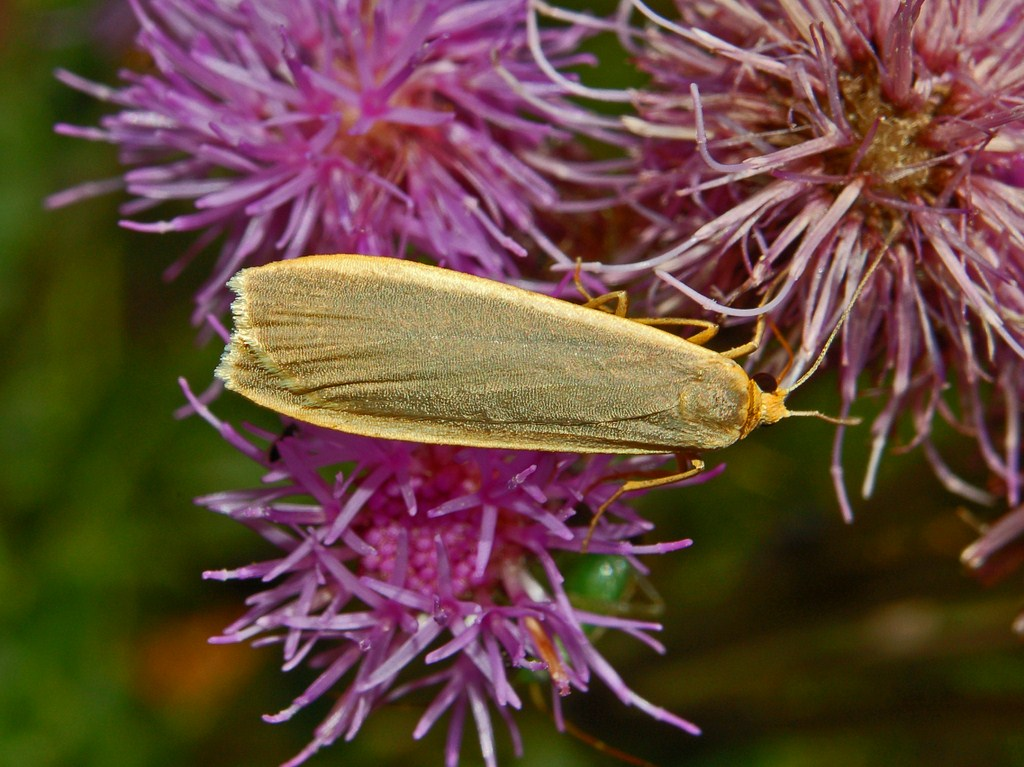
Manulea lurideola
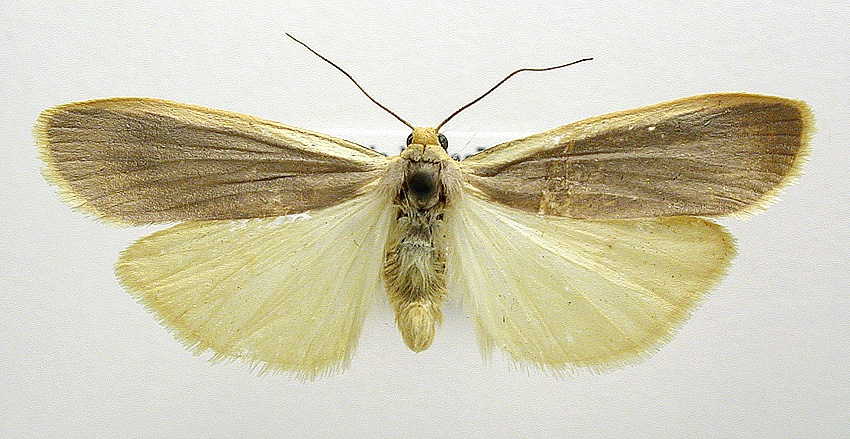
Manulea lurideola
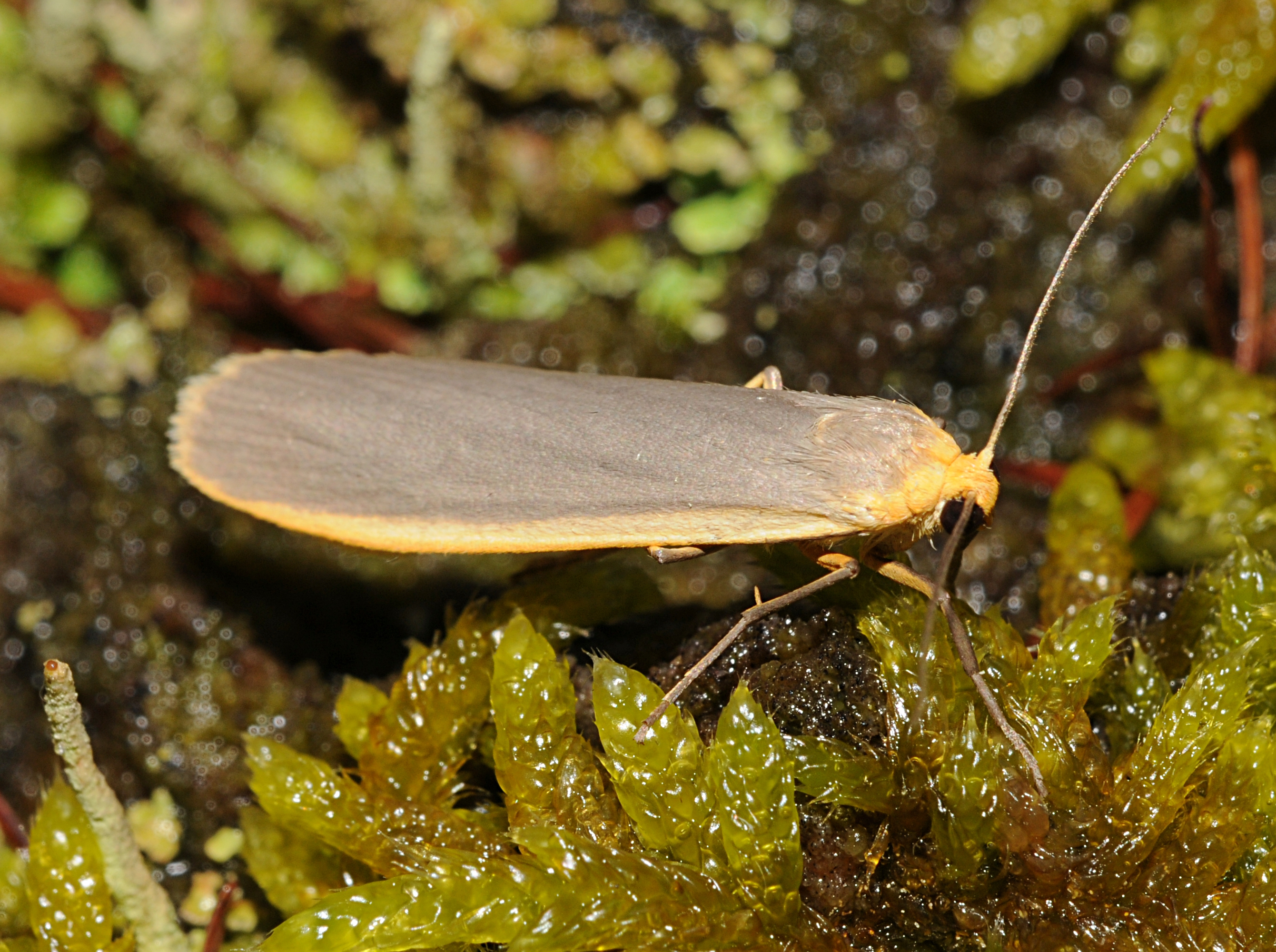
Manulea lurideola
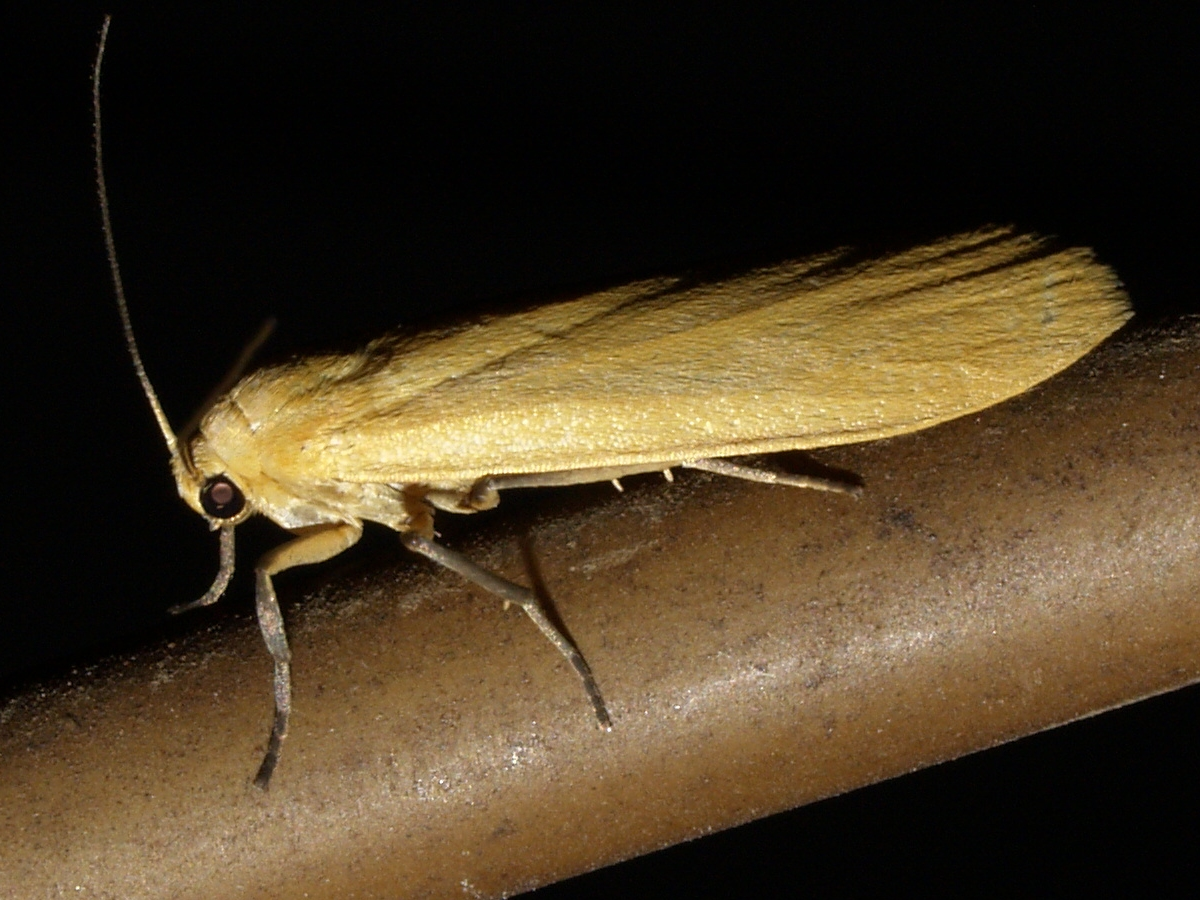
Manulea pygmaeola